# 國家安保室
国家安保室（：／ Gukga anbosil */?）是大韩民国的中央行政机关，隸屬韓國總統直轄，主管國家安全事務。该机构的負責人為室長，由总统直接任命，无需在國會进行人事聽證；並兼任國家安全保障會議常务委员会委员长，该委员会是根据《大韓民國憲法》第九十一条设立，由总统担任议长（主席），而国家安保室第一次长则担任会议事务长。

## 历史
在韩国政府内部首次尝试建立一个中央行政机关来监督國家安全问题是在盧武鉉政府时期开始的。该组织的雏形在盧武鉉總統执政期间建立，但被继任者李明博废除。2013年，朴槿惠政府成立了该机构，以恢复监督国家安全事务和协助国家安全保障会议的组织。文在寅总统重组了该机构并扩大了其职能。文在寅政府时期，第一次长负责国防安保，第二次长负责外交安保。在文在寅的继任者尹锡悦的领导下，次长的角色发生了逆转，并增设负责经济安保的第三次长。
当朝鲜发射弹道导弹或对韩国表现出敌对和好战行为时，国家安保室经常召开紧急会议。